# Kit di sopravvivenza

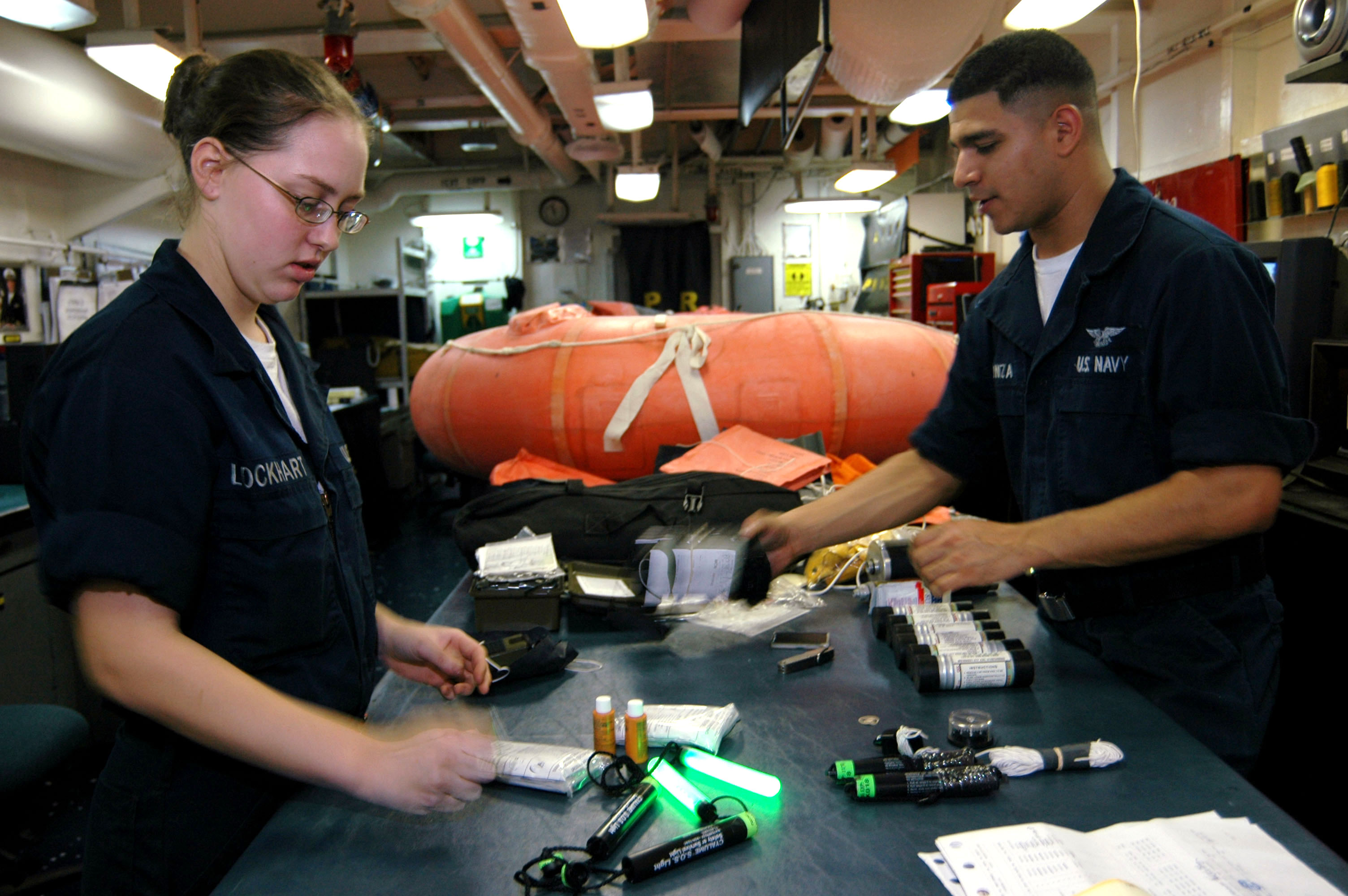
l'inventario del kit di una zattera di salvataggio C-2A Greyhound nel magazzino della USS Kitty Hawk (CV-63).

Un kit di sopravvivenza è un pacchetto che contiene strumenti e generi di prima necessità che sono stati preparati in anticipo per consentire la sopravvivenza in caso di emergenze.
Gli aerei militari, le scialuppe di salvataggio e le navicelle spaziali sono dotati di kit di sopravvivenza.
I kit di sopravvivenza, disponibili in diverse dimensioni, contengono materiali e gli strumenti necessari per una o più persone e servono a:
- Fornire un ricovero contro gli agenti atmosferici (pioggia, sole, vento, neve, ecc.);
- Contribuire a mantenere il corpo al caldo in climi freddi;
- Soddisfare esigenze di pronto soccorso e di mantenimento in salute;
- Fornire cibo e acqua;
- Permettere di inviare segnali visivi e/o audio ad eventuali soccorritori;
- Aiutare a trovare un modo per orientarsi.

Un kit di sopravvivenza contiene normalmente le seguenti forniture: un coltello (spesso sul modello di quello in dotazione all'esercito svizzero), dei fiammiferi (o una barra magnesio per produrre scintille), degli ami da pesca, un kit di pronto soccorso, una bandana, dei ganci, un kit da cucito, una torcia elettrica con batterie a lunga durata (di solito al litio), un fischietto, uno specchio di segnalazione e corde varie (tipo Paracord).
Oltre ai militari anche i civili, come i lavoratori forestali, geometri, o piloti, che lavorano in località remote o in aree con condizioni climatiche estreme possono avere la necessità di essere dotati di kit di sopravvivenza. 
Queste attrezzature sono anche da tenere a portata di mano per coloro che vivono in aree soggette a terremoti o altre calamità naturali.

## Contenuto generale

### Riparo o necessario per la conservazione del calore
- Una coperta termica per mantenere il calore del corpo.
- Un poncho per la protezione contro il vento o la pioggia.
- Una "tenda pieghevole" e un "sacco a pelo" per dormire.
- Un telone con occhielli o nastri di fissaggio.
- Anche dei grandi sacchi della spazzatura di plastica possono essere utilizzati come riparo impermeabile e antivento o per coprire e sigillare il tetto di un rifugio.
- Un accendino antivento.
- Dei fiammiferi impermeabili.
- Batuffoli di cotone o tamponi di cotone rivestiti di petrolio bianco per facilitare l'accensione del fuoco.

### Salute e pronto soccorso
I kit di sopravvivenza spesso includono una combinazione dei seguenti articoli:
- Bende;
- Compresse di garza sterili;
- Certotti adesivi e/o cerotti a nastro;
- Pastiglie disinfettanti (per acqua o per formare soluzioni disinfettanti);
- Una fornitura di 30 giorni di farmaci personali con prescrizione (in caso di patologie pregresse);
- Crema antibiotica;
- Alcool disinfettante;
- Crema contro le scottature (solari o da fiamma);
- Aspirina;
- Protezione solare (Con un fattore di protezione uguale o superiore a 30);
- Occhiali da sole con protezione del 100% contro i raggi ultravioletti ("UV 400").

### Cibo e acqua
La maggior parte dei kit di sopravvivenza, principalmente quelli previsti su aerei e navi, comprendono generi di sostentamento per brevi periodi di tempo, da rimpiazzare con elementi freschi ad intervalli regolari anche se non utilizzati.
- Acqua in contenitori sigillati per aree dove l'acqua è difficilmente disponibile, o compresse per purificare l'acqua o candeggina per uso domestico nelle aree dove l'acqua è disponibile ma può essere contaminata biologicamente;
- Filtri a carbone attivo per acqua dove la stessa può essere contaminata chimicamente;
- Fogli di alluminio resistente per creare un tubo di distillazione per rimuovere il sale dall'acqua salata mediante la bollitura.

Deve comprendere un altro recipiente per la raccolta della condensa;
- Pasti pronti per il consumo (cibo in scatola, alimenti ad alta energia quali il cioccolato o cibo secco quali frutta secca, arachidi, noci, mandorle tostate;
- Canna e attrezzi da pesca (ami da pesca, esche, e pallini di piombo);

### Elementi di segnalazione o per la navigazione e l'orientamento

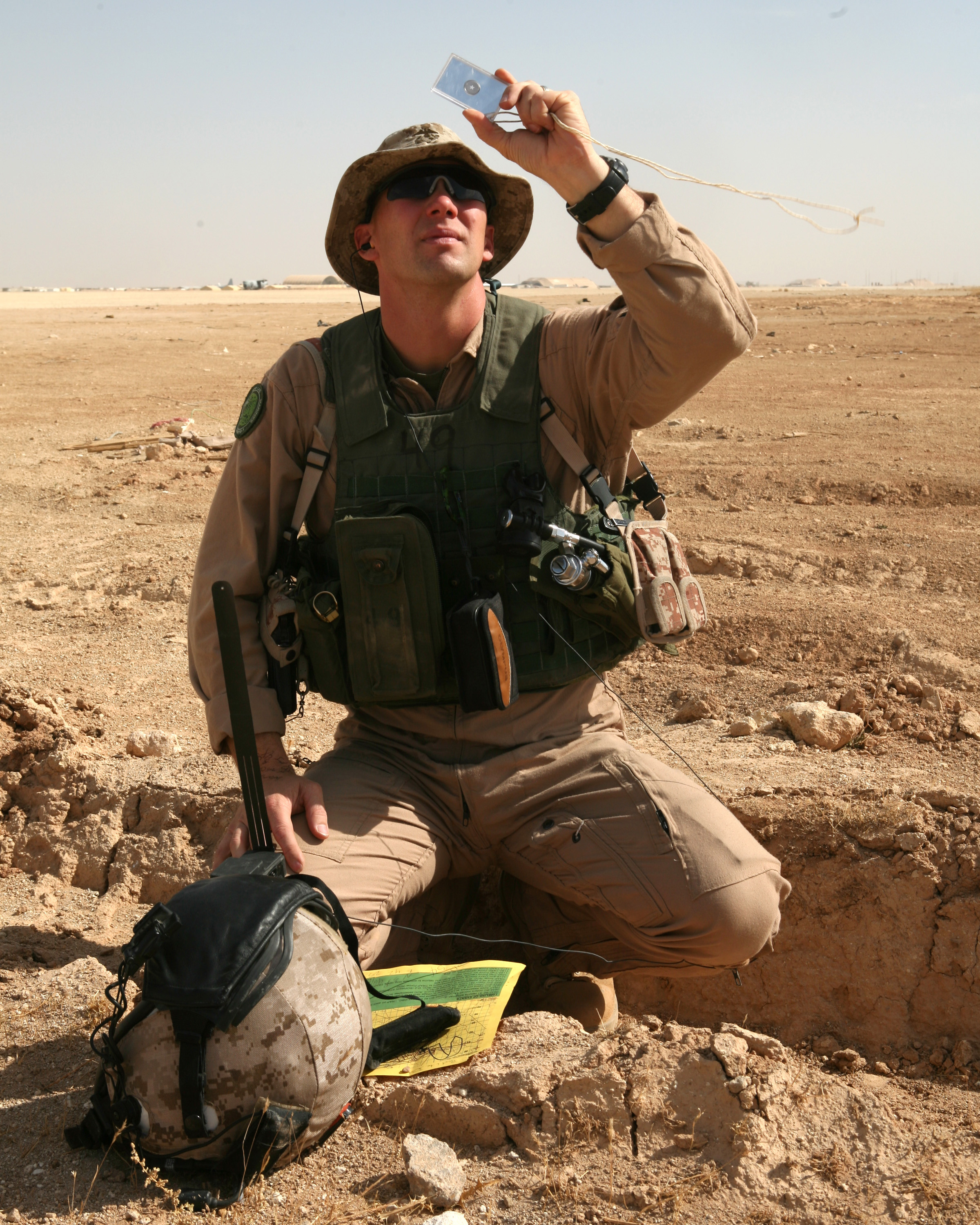
Un Marine degli Stati Uniti segnala la propria posizione ad un aereo

Dal momento che l'obiettivo primario di un kit di sopravvivenza per le persone perdute o ferite è il salvataggio, questa parte del kit può essere considerata essenziale. Gli elementi chiave per il salvataggio includono:
- Trasmettitore di localizzazione d'emergenza;
- Fischietto;
- Specchio di segnalazione;
- Luce LED ad alta potenza con lenti bianche e colorate, con funzionalità di segnalazione;
- Flare (torce a fiamma): tre fuochi che formano un triangolo sono il segnale di soccorso internazionale;
- Puntatori laser con batterie al litio che si sono rivelati utili in molte occasioni;
- Nastro colorato - per marcare la propria posizione per i soccorritori;
- Penna, carta e matita per lasciare messaggi ai soccorritori circa la direzione di marcia;
- Bussola;
- Mappe/carte nautiche (Se la posizione della zona di attività è conosciuta in anticipo);
- Manuale di sopravvivenza.

Questa attrezzatura, che varia secondo la destinazione e la durata del viaggio, deve essere trasportata in un contenitore il più piccolo possibile e deve essere tenuta a portata di mano.